# School is Cool
School is Cool est un groupe belge de pop baroque fondé à Anvers en septembre 2009. 

## Historique
Le 28 novembre 2009, School is Cool remporte le prix du public ainsi que le troisième prix du jury de 'FrappantPOP', un concours anversois à la recherche de nouveaux talents musicaux.
Quatre mois plus tard à peine, le 28 mars 2010, le groupe est sacré vainqueur de l'Humo's Rock Rally, un important concours de rock belge, qui a déjà couronné, entre autres, dEUS, Das Pop et The Black Box Revelation.
Le premier single de School is Cool, "New Kids in Town", est diffusé sur Studio Brussel le 22 avril 2010, dont le clip est tourné par le groupe lui-même avec des moyens limités.
Pendant l'été 2010, School is Cool se produit dans de nombreux festivals belges, parmi lesquels Genk On Stage, Cirque@taque, Boomtown, Dranouter, Marktrock, Maanrock et le Pukkelpop, où le groupe reçoit d'excellents échos.
Le 18 octobre 2011, School is Cool lance son premier album, Entropology. La tournée belge qui s'ensuit débute dans leur fief, à Anvers, et passe par des salles de concert de premier ordre comme l'Ancienne Belgique à Bruxelles ou le Vooruit à Gand. Le groupe se produit également à Dublin, à Londres, à Paris et aux Pays-Bas. Les autres singles issus de l'album sont "In Want of Something" et "The World Is Gonna End Tonight". Cette dernière chanson ainsi que le titre "The Underside" ont même été diffusés sur les chaînes de radio britanniques Radio 1 et Radio 6.
Le second album du groupe, Nature Fear, est sorti le 24 mars 2014. Dans l'ensemble, il a reçu de bonnes critiques. Il a aussi été qualifié de "plus sombre" et de "plus mature" qu'Entropology. 
Le premier single tiré de l'album s'intitule 'Wide Eyed & Wild Eyed'.

## Discographie

### Albums
- Entropology (sorti le 18 octobre 2011)
- Nature Fear (sorti le 21 mars 2014)

### Singles
- New Kids In Town
- In Want of Something
- The World Is Gonna End Tonight
- Warpaint
- The Underside
- Wide Eyed & Wild Eyed